# OC Media
OC Media (Open Caucasus Media) è un giornale on-line che si occupa di notizie riguardanti del regioni del Caucaso del Nord e del Sud.

## Descrizione e storia
OC Media è un sito web fondato nel 2017 a Tbilisi dai giornalisti Mariam Nik'uradze e Dominik K. Cagara, e si affida alla collaborazione di giornalisti provenienti da ogni parte del Caucaso.
Il sito si occupa di dare copertura mediatica ai Paesi transcaucasici (Armenia, Azerbaigian e Georgia), alla Ciscaucasia russa, e ai territori a status conteso inclusi nella regione: Abcasia, Nagorno Karabakh e Ossezia del Sud.
OC Media è finanziato, oltre che dalle donazioni dei propri lettori, da una moltitudine di organizzazioni e istituzioni differenti. Fra di esse si segnalano l'Ufficio degli esteri, del Commonwealth e dello sviluppo britannico; la Fondazione Friedrich Ebert; le Open Society Foundations; la National Endowment for Democracy; il Fondo europeo per la democrazia; il Ministero degli affari esteri della Repubblica Ceca; la Fondazione Thomson Reuters; l'Ambasciata dei Paesi Bassi a Tbilisi.
Nel marzo del 2020 lo Human Rights Education and monitoring centre, un gruppo georgiano per i diritti umani, si è appellato al governo dopo che un'inchiesta sotto copertura di OC Media ha rivelato le cattive condizioni di lavoro in diverse fabbriche tessili del Paese. Le richieste erano un'immediata ispezione da parte del Ministero del lavoro delle fabbriche di abbigliamento, e un intervento legislativo da parte del parlamento in modo da prevenire future violazioni dei diritti dei lavoratori.
Nell'ottobre del 2020 il sito è stato reso temporaneamente inaccessibile a causa di un attacco informatico; OC Media ha attribuito il movente dell'attacco alla copertura del sito riguardo la seconda guerra del Nagorno Karabakh.